# Broń kulowa
Broń kulowa - jest myśliwską bronią palną z której strzela się kulową amunicją myśliwską (broń myśliwska) i amunicją sportową (broń sportowa).
Broń używająca jako pocisków metalowych odłamków ukształtowanych w stożek (ostry lub ścięty). Produkuje się wiele typów pocisków w zależności od ich przeznaczenia. Na przykład w celu wykonywania polowań w Polsce z wykorzystaniem broni kulowej używane są pociski półpłaszczowe (Soft Point). 
Charakterystyczny dla broni kulowej jest gwintowany przewód lufy, który powoduje obrotowy ruch względem osi symetrii pocisku. Taki ruch stabilizuje lot kuli i pozwala na oddawanie strzałów na znacznie większe odległości niż broń śrutowa. Zgodnie z obowiązującym prawem łowieckim, odległość na jaką maksymalnie można oddać strzał z broni kulowej podczas polowań indywidualnych to 200m.
Broń kulowa dzieli się na:
- Broń dowolną – jest to myśliwska i  sportowa broń kulowa posiadająca wysokie właściwości balistyczne i przeznaczona jest do strzelań sportowych. Precyzyjnie wykonana z osłoniętymi przyrządami celowniczymi, dodatkowymi obciążnikami wyważającymi oraz często wyposażona w "indywidualnie" przystosowaną kolbę i urządzenia spustowe z regulowaną siłą spustu[2].

- Broń małokalibrową – jednym z jej rodzajów jest wojskowa broń strzelecka służąca do strzelania z małokalibrowej wojskowej amunicji pośredniej najczęściej kalibru 5,56 lub 5,45 mm występująca jako indywidualne wersje karabinów, subkarabinków i karabinów maszynowych np. 5,56 mm M 16, 5,56 mm Steyr AUG, 5,45 AK-74, 5,45 RPK-74; drugim rodzajem jest broń kulowa sportowa posiadająca zmniejszony kaliber najczęściej przystosowany do 5,6 mm nabojów z bocznym zapłonem[3]. Ma zastosowanie podczas wstępnego szkolenia ogniowego żołnierzy i podczas strzelań sportowych młodzieży szkolnej. Umożliwia tanie i bezpieczne szkolenie strzeleckie ze względu na niewielki koszt amunicji i możliwość jej użycia na zmniejszonych strzelnicach[4].